# Johannes Osten (Admiral)
Johannes Franciskus Osten (* 14. September 1879 in Batavia, Niederländisch-Indien; † 27. März 1965 in Den Haag) war ein niederländischer Fechter und Vizeadmiral.

## Leben
Johannes Osten nahm an den Olympischen Zwischenspielen 1906 in Athen teil. Bei diesen gewann er mit dem Säbel gemeinsam mit Maurits van Löben Sels, George van Rossem und James Melvill van Carnbée in der Mannschaftskonkurrenz Bronze. Im Einzel schied er mit dem Degen und auch in beiden Säbelkonkurrenzen jeweils in der Vorrunde aus.
Osten stieg in der Koninklijke Marine bis zum Vizeadmiral auf. Von 1931 bis 1934 war er Kommandant der niederländischen Marine in Niederländisch-Indien. In seine Kommandantur fiel unter anderem die Niederschlagung der Meuterei auf der De Zeven Provinciën im Jahr 1933. Während des Zweiten Weltkriegs gehörte Osten dem niederländischen Widerstand an und geriet bis zur Befreiung durch die Alliierten Streitkräfte in deutsche Kriegsgefangenschaft.